# Distrikt Papaplaya
Der Distrikt Papaplaya liegt in der Provinz San Martín in der Region San Martín in Nordzentral-Peru. Der Distrikt wurde am 8. Mai 1936 gegründet. Er besitzt eine Fläche von 997 km². Beim Zensus 2017 wurde eine Einwohnerzahl von 2140 ermittelt. Im Jahr 1993 lag diese bei 3441, im Jahr 2007 bei 2548. Sitz der Distriktverwaltung ist die 142 m hoch gelegene Ortschaft Papaplaya mit 1285 Einwohnern (Stand 2017). Papaplaya befindet sich 72 km nordöstlich der Provinzhauptstadt Tarapoto. Das Gebiet besteht noch überwiegend aus Regenwald.

## Geographische Lage
Der Distrikt Papaplaya befindet sich am Westrand des Amazonasbeckens im Nordosten der Provinz San Martín. Der Río Huallaga durchquert den Distrikt in überwiegend nordwestlicher Richtung. 6,5 km östlich von Papaplaya befindet sich der etwa 4 km² große See Hatuncocha.
Der Distrikt Papaplaya grenzt im äußersten Westen an den Distrikt Barranquita, im Westen an den Distrikt El Porvenir, im Norden an den Distrikt Teniente César López Rojas (Provinz Alto Amazonas), im Nordosten an den Distrikt Puinahua (Provinz Requena), im Osten an den Distrikt Sarayacu (Provinz Ucayali) sowie im Süden an den Distrikt Chipurana.